# Jaciment arqueològic de la Cova 120
La cova 120 és un jaciment arqueològic dins del terme municipal de Sales de Llierca (la Garrotxa), declarat Bé cultural d'interès local.
Es troba al massís calcari de l'Alta Garrotxa, a uns 460 m sobre el nivel del mar. Es tracta d'una cavitat de dimensions reduïdes, formada per un corredor i una sala interior. El jaciment presenta una seqüència estratigráfica que abarca des del Paleolític mitjà (57.9010 +- 6.900 BP.) fins al Bronze recent (3190 BP.) 

## Descobriment i historiografia
El jaciment va ser descobert el 1975 pel Grup d'Espeologia d'Olot. Després d'una petita prospecció arqueológica realitzada el 1980 per Soler, Alcalde i Nogué, es va demostrar les possibilitats arqueològiques de la cova. A partir de 1981 un grup de nou arqueòlegs (Cent vint) es va fer càrrec de l'excavació sistemática del jaciment.

## Troballes
Els nivells IV i V de la Cova 120 corresponen a una ocupació breu durant el Paleolític mitjà (datats en 57.900 +- 6.900 BP.), concretament a el desplaçament de les societats de les terres baixes a les zones de muntanya entre la primavera i tardor. L'estratègia de subsiatència en aquell nivel es caracteritza per una recol·lecció de fauna i vegetals per al seu consum immediat i sense que es requerís una gran inversión d'energia. Pel que fa a la materia primera utilitzada en la fabricació dels estris lítics hi ha un predomini del quars, seguit de sílex i roques metamòrfiques. Els nuclis són un 10% (bifacials i unifacials), molt esgotats i el 70% de la indústria són esclats i fragments sense retocar, 15% d'objectes amb retoc simble (rascadores, raspadors, osques). Cal dir que la manca de percutors i restes de talla fa pensar en que el procés de fabricació es realitzaria fora de la cova. Respecte a la fauna, hi ha un predomini de la cabra salvatge i el conill respecte a altres espècies, però també es documenta el cérvol, bou i, pel que fa a carnívors llop i os de les cavernes. No obstant, es descarta una aportació antròpica de la fauna, debut a l'existència d'ossos massa sencers i sense termoalteracions així com l'absència de marques d'estris lítics.
El nivell III se situa al sector est de la sala i correspon al Neolític Antic, que es caracteritza per ser una zona d'enterraments sepulcrals i estructures d'emmagatzematge. Aquestes estructures es caracteritzen per deposicions de materials ceràmics i granes carbonitzades de cereals que planteja la possibilitat de cultiu en les proximitats de la cova. L'alimentació consistia en una dieta de cereals i lleguminoses i ús de fauna domèstica, caçada o pescada.
El nivell II correspon al Neolític inicial i calcolític (4240 +- 70 BP), que es caracteritza per un enterrament col·lectiu secundari amb ossos sense connexió anatòmica en cubetes de poca profunditat a l'interior de la cova.
Els recursos alimentaris están relacionats amb el proveiment d'ofrenes als difunts. Llegums i cereals cultivats, espècies recol·lectades (cireres d'arboç), i fauna (bou, cérvol, truita de riu...)